# تحدي الإله الشرير
تحدي الإله الشرير هو تجربة فكرية. يكمن التحدي في شرح سبب وجوب أن يكون الإله الجيد أكثر من الإله الشرير. يؤكد أولئك الذين يتقدمون في هذا التحدي أنه ما لم توجد إجابة مرضية على هذا التحدي، فلا يوجد سبب لقبول الإله خير أو يمكنه تقديم التوجيه المعنوي.

## التحدي
يتطلب تحدي الإله الشرير تفسيرات للسبب في أن الإيمان بالإله الخالي من كل الصلاحيات يكون أكثر منطقية بكثير من الإيمان بالإله القوي الشرير. معظم الحجج الشعبية لوجود الإله لا تعطي أي فكرة عن شخصيته الأخلاقية، وبالتالي تظهر، في عزلة، للعمل بنفس القدر من العمل لدعم الإله الشرير كإله جيد.